# 欧洲E31公路
欧洲E31公路（E31）是欧洲的一条国际公路，起点为荷兰鹿特丹，终点为德国路德维希港，全长约538公里。

## 线路
欧洲E31公路穿过以下主要城市：

- 荷兰：鹿特丹 - 霍林赫姆 - 奈梅亨
- 德国：戈赫 - 克雷费尔德 - 科隆 - 科布伦茨 - 萊茵河畔賓根 - 路德维希港